# 쌀밥과 콩
쌀밥과 콩은 아메리카를 비롯한 여러 지역의 주식이다. 백미나 현미 등으로 지은 쌀밥에 강낭콩이나 비둘기콩, 동부 등 콩을 양념해 익힌 콩 스튜를 곁들이며, 다른 부재료를 넣지 않아도 기본적으로 탄수화물과 단백질이 풍부한 채식 요리이다. 조리한 콩을 쌀밥 위에 올려 덮밥처럼 내기도 하고, 다른 그릇에 따로 담아 내기도 한다. 처음부터 콩과 밥을 함께 조리하는 경우도 있다.

## 종류

### 아메리카
도미니카 공화국에서는 모로 데 관둘레스(moro de guandules)를 먹는다. 모로스와 비슷하지만, 검정거북콩 대신 비둘기콩(guandul 관둘[*])을 사용한다는 점이 다르다.
미국에서는 라이스 앤드 빈즈(rice and beans)로 불린다. 루이지애나주에서 먹는 레드 빈즈 앤드 라이스(red beans and rice→붉은콩과 쌀밥)는 신장콩(red bean 레드 빈[*])을, 미국 남부에서 널리 먹는 호핀 존(Hoppin' John)은 동부의 일종인 검은눈콩(black-eyed pea 블랙아이드 피[*])을 사용한다.
베네수엘라의 국민 음식인 파베욘 크리오요(pabellón criollo)는 쌀밥과 검정거북콩(frijol negro→검은 콩), 카르네 메차다와 플랜테인으로 이루어진 음식이다. 
브라질에서는 아호스 이 페이장(arroz e feijão→쌀밥과 콩) 또는 아호스 콩 페이장(arroz com feijão→콩을 곁들인 쌀밥)이 매일 먹는 주식이며, 백미나 현미로 지은 쌀밥에 주로 강낭콩의 일종인 검정거북콩(feijão preto 페이장 프레투[*]→검은 콩)을 곁들이지만, 핀토콩(feijão carioca 페이장 카리오카→카리오카 콩) 등 다른 강낭콩류나 동부(feijão verde 페이장 베르지→녹색 콩) 등을 사용하기도 한다. 콩에 돼지고기 등 여러 부재료를 넣어 익힌 페이조아다(feijoada)에 쌀밥을 곁들여 먹기도 한다.
중앙아메리카, 특히 니카라과와 코스타리카에서는 가요 핀토(gallo pinto)를 먹는다. 쌀밥에 검정거북콩(frijol negro→검은 콩)과 신장콩(frijol rojo→붉은 콩)을 섞어 익힌 것을 곁들인 음식이다.
카리브 제도에서는 라이스 앤드 피즈(rice and peas)를 먹는다. 영어 "피(pea)"는 보통 완두나 동부를 뜻하지만 카리브 제도에서는 콩류를 아울러 일컫는 말이다. 신장콩(붉은 강낭콩), 비둘기콩, 동부 등이 다양하게 쓰인다. 라이스 앤드 피즈는 바하마의 국민 음식 가운데 하나로 여겨진다.
콜롬비아 안티오키아주의 반데하 파이사(bandeja paisa→파이사 쟁반)은 쌀밥과 신장콩(frijol rojo→붉은 콩)에 고기와 초리소, 치차론, 아보카도, 아레파, 오가오, 달걀 프라이, 타하다, 파타콘 등을 곁들인 음식이다.
쿠바에서는 모로스 이 크리스티아노스(moros y cristianos→무어인과 기독교인)를 먹는다. 쌀밥에 검정거북콩(frijol negro→검은 콩)을 곁들인 음식이다. "모로스(무어인들)"는 검은 콩을, "크리스티아노스(기독교인들)"는 흰 쌀밥을 가리킨다.
푸에르토리코에서는 아로스 콘 간둘레스(arroz con gandules)는 쌀밥에 비둘기콩(guandul 간둘[*]), 돼지고기, 소프리토를 넣어 조리한 음식이다.
히스패닉 아메리카에서는 아로스 이 프리홀레스(스페인어: arroz y frijoles→쌀밥과 콩) 또는 아로스 콘 프리홀레스(스페인어: arroz con frijoles→콩을 곁들인 쌀밥)라 불린다.

### 아시아
인도의 라지마 차발(राजमा चावल→강낭콩 쌀밥)은 쌀밥에 강낭콩을 넣어 조리한 커리인 라지마(राजमा)를 곁들인 음식이다.
이스라엘에서는 스파라딤 요리인 오레즈 셰우이트(אורז שעועית)를 먹는다. 토마토 소스에 조리한 강낭콩을 쌀밥에 곁들인 음식이다.
일본에서는 팥을 넣어 지은 세키한(赤飯→붉은 밥)을 먹는다.
한국에서 콩을 넣어 지은 콩밥과 팥을 넣어 지은 팥밥을 먹는다.

### 아프리카
가나에서는 검은눈콩 등 동부를 넣어 수수잎, 석회석과 함께 익힌 쌀밥인 와체(waakye→콩)를 먹는다.

### 유럽
이탈리아 베네토주에서는 완두를 넣은 리소토인 리시 에 비시(risi e bisi)를 먹는다.
포르투갈의 아호스 이 페이장(arroz e feijão→쌀밥과 콩) 또는 아호스 콩 페이장(arroz com feijão→콩을 곁들인 쌀밥)은 백미나 현미로 지은 쌀밥에 흰강낭콩이나 붉은강낭콩 등을 곁들인 음식이다. 콩에 고기나 해산물 등 여러 부재료를 넣어 익힌 페이조아다(feijoada)에 쌀밥을 곁들여 먹기도 한다.

## 사진

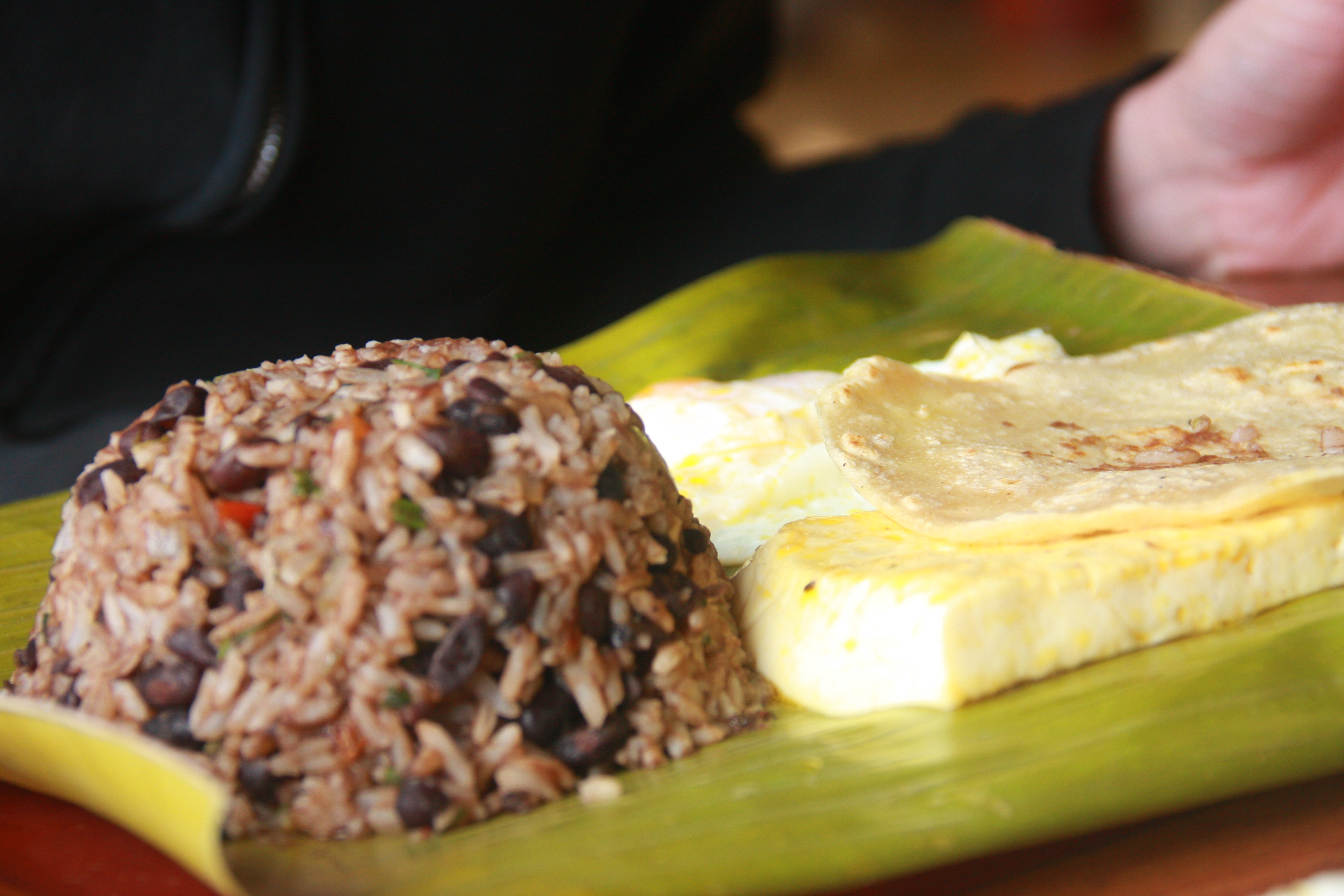
가요 핀토 (코스타리카)
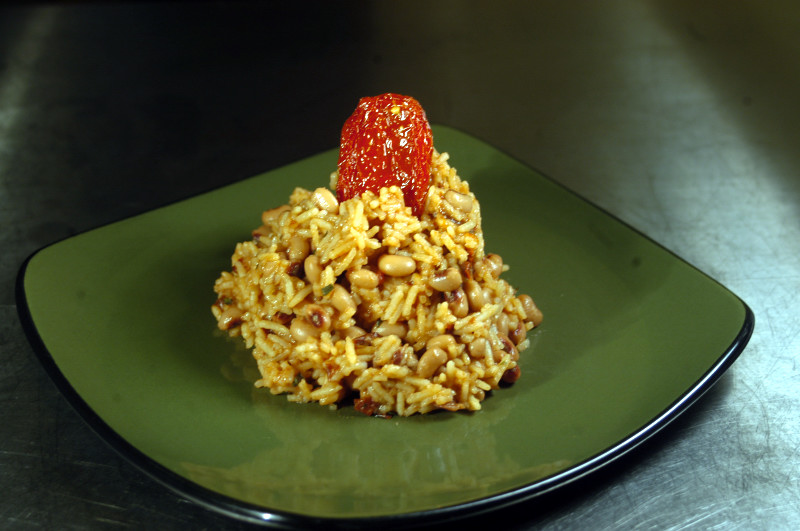
라이스 앤드 피즈 (자메이카)
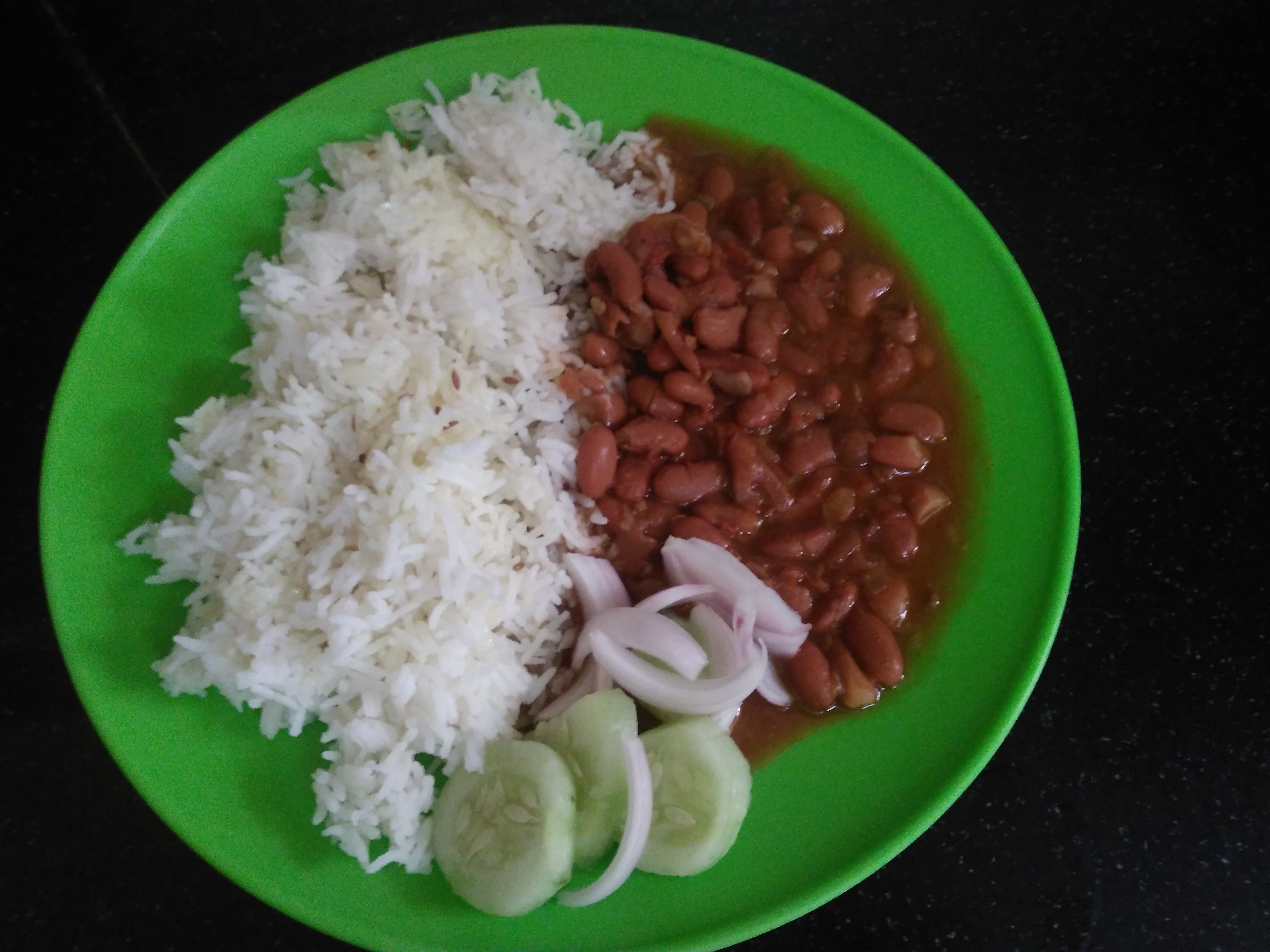
라지마 차발 (인도)
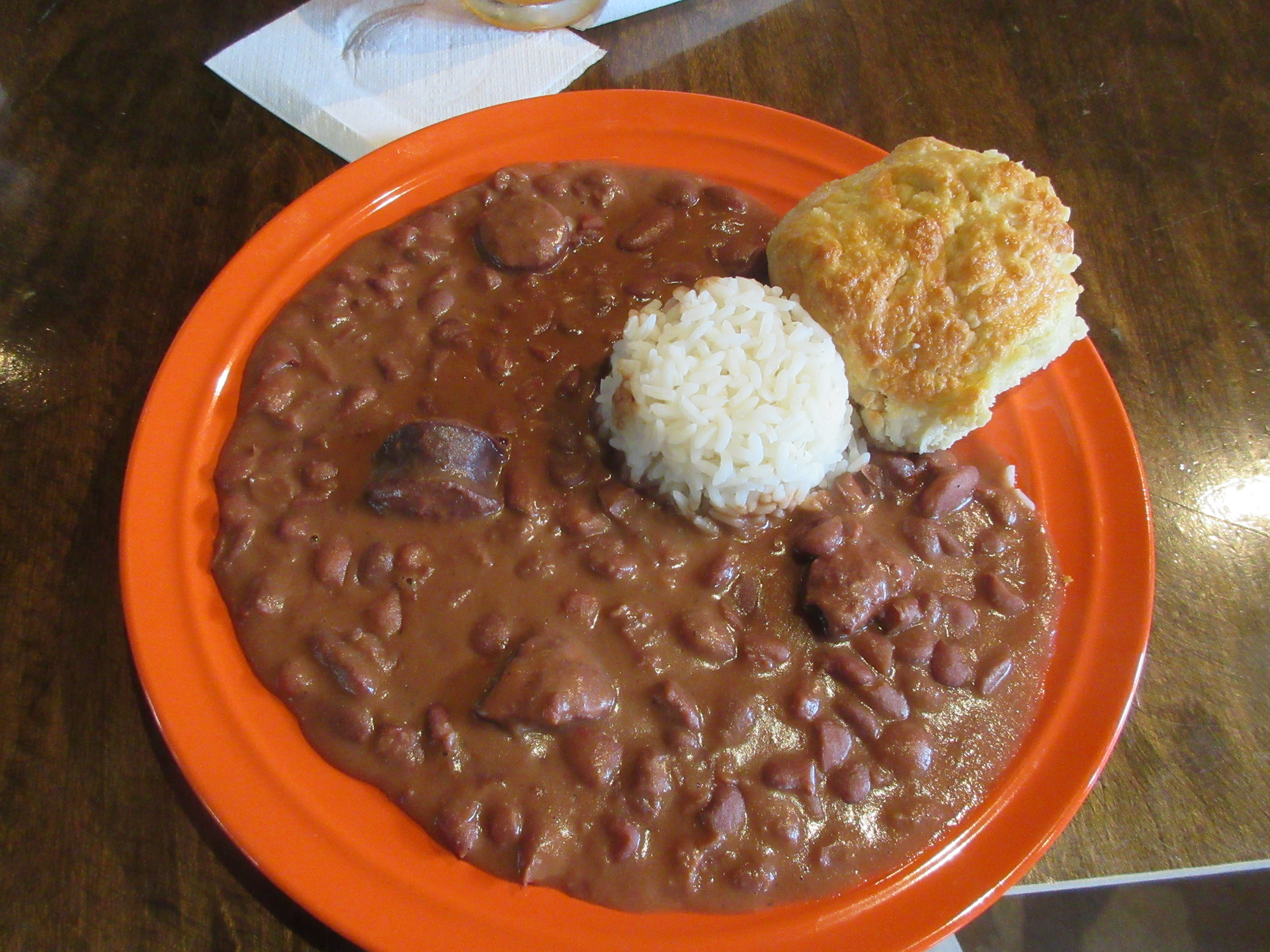
레드 빈즈 앤드 라이스 (미국)
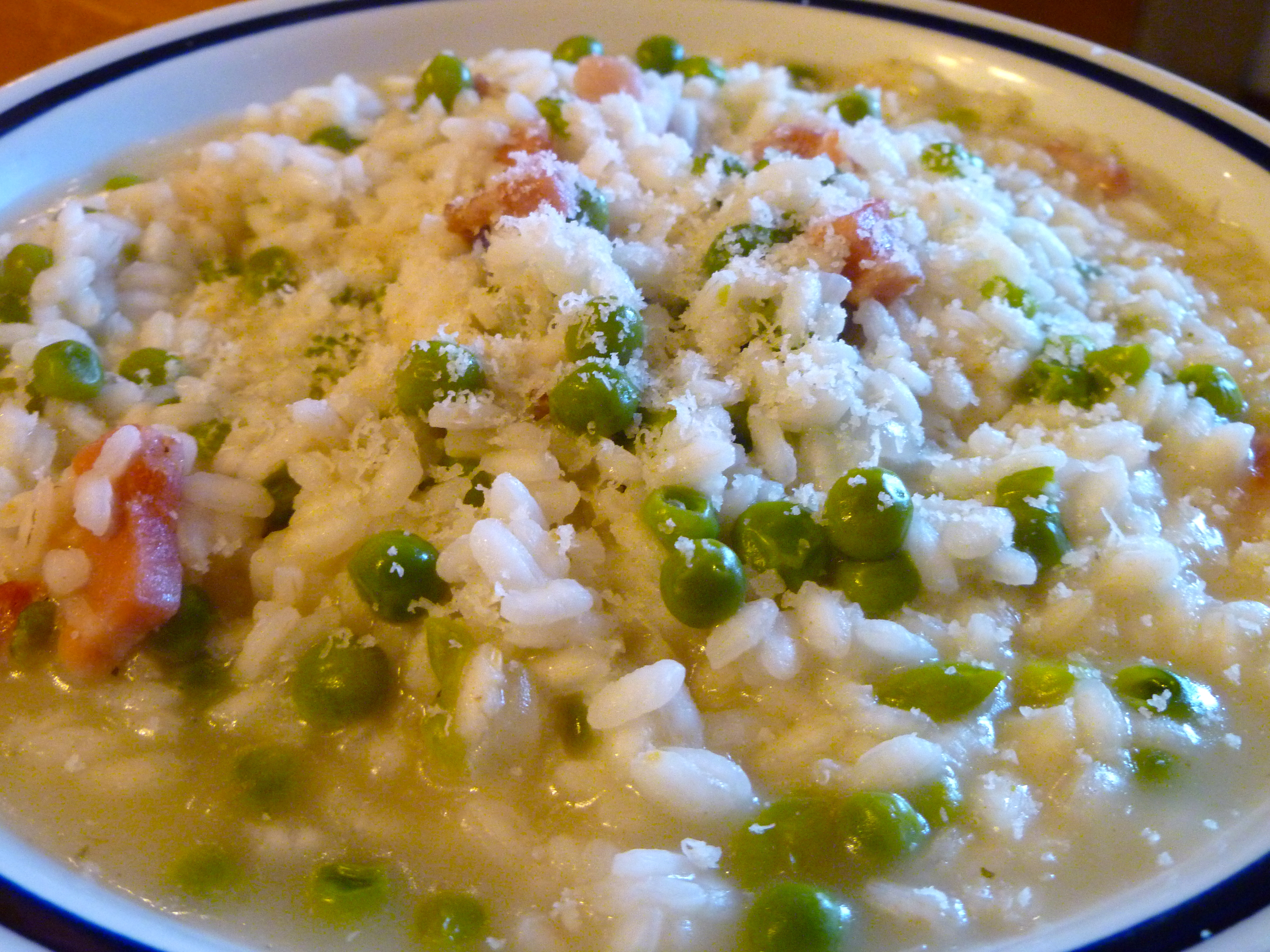
리시 에 비시 (이탈리아)
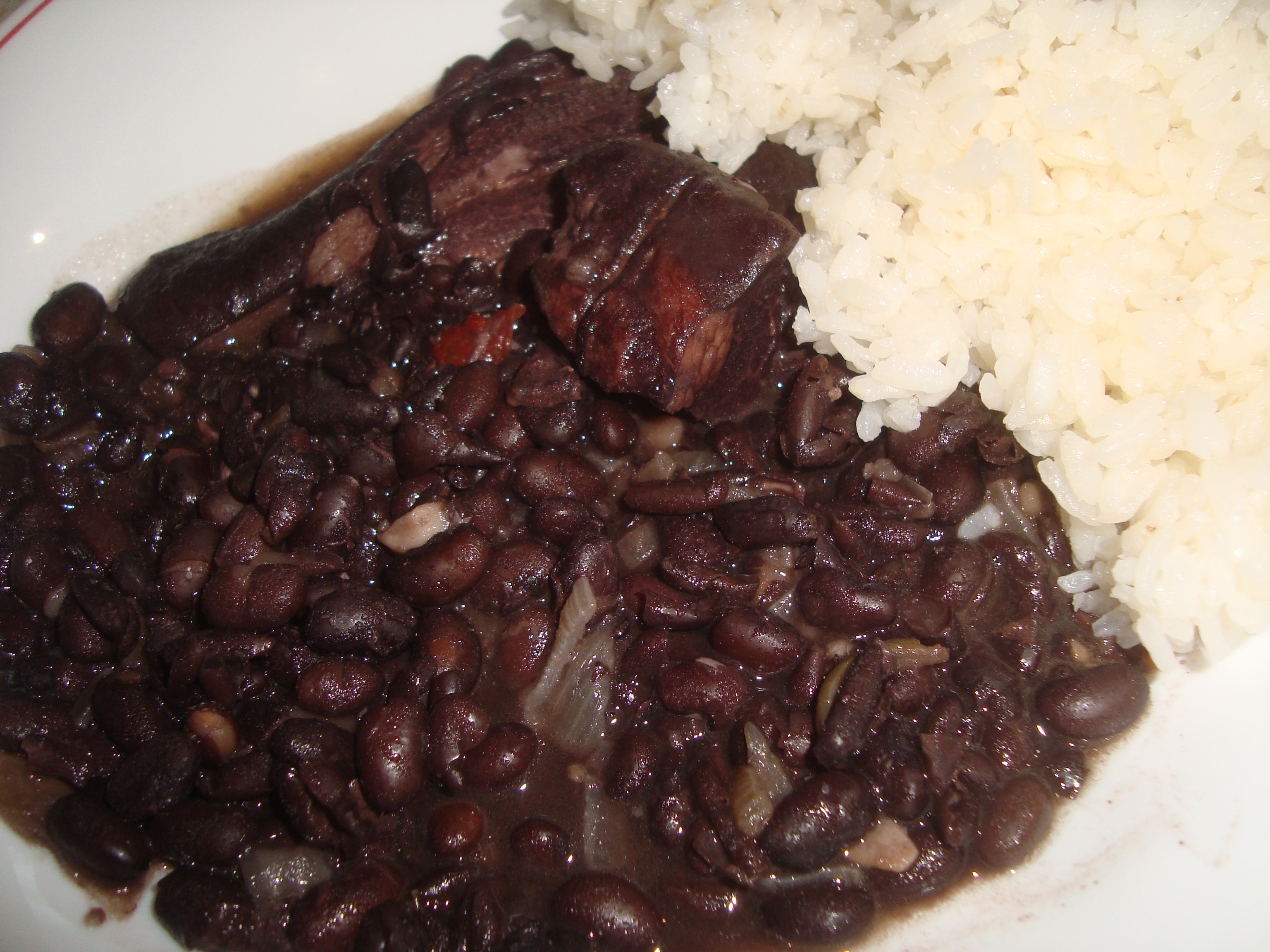
모로스 이 크리스티아노스 (쿠바)
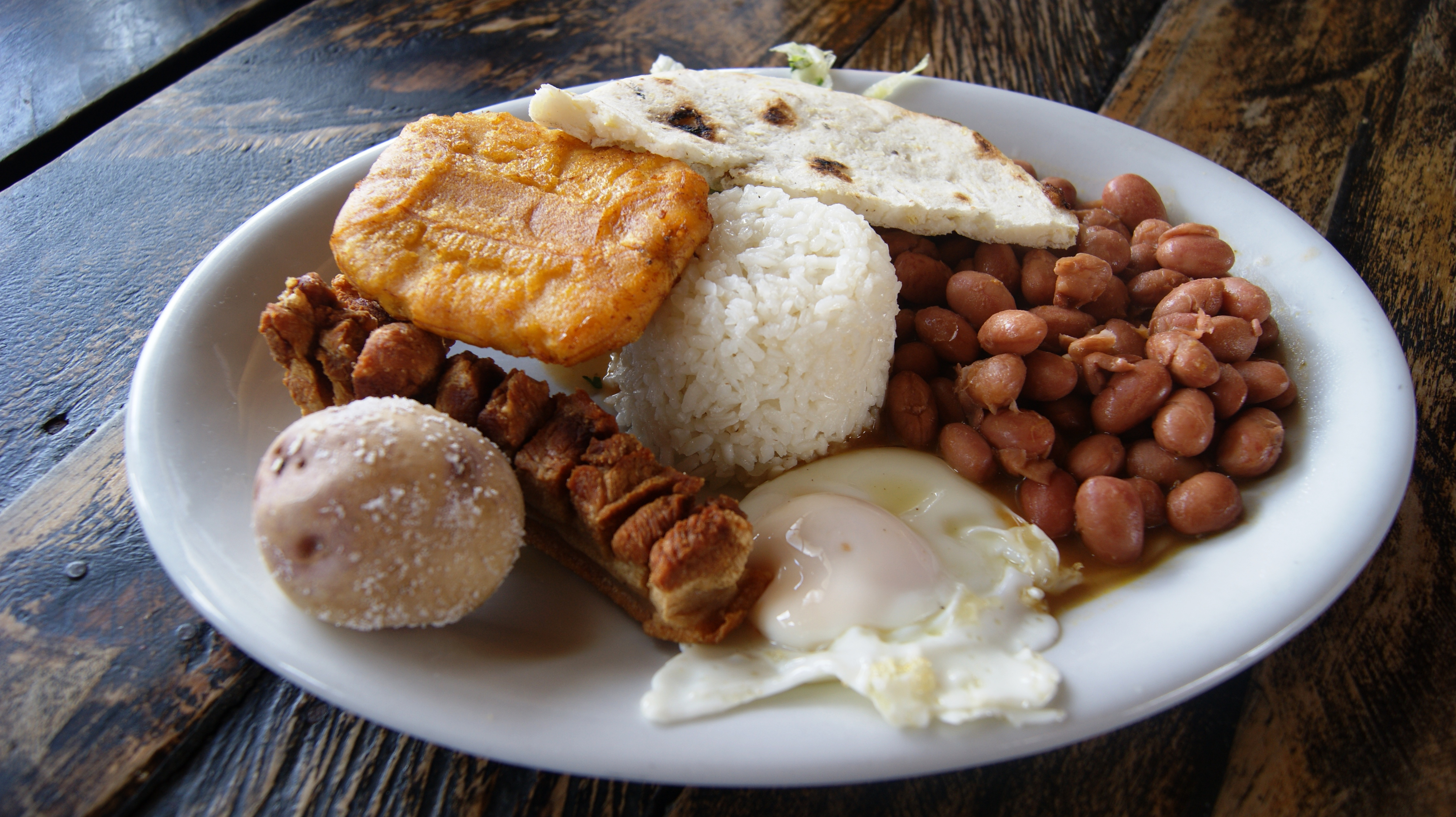
반데하 파이사 (콜롬비아)
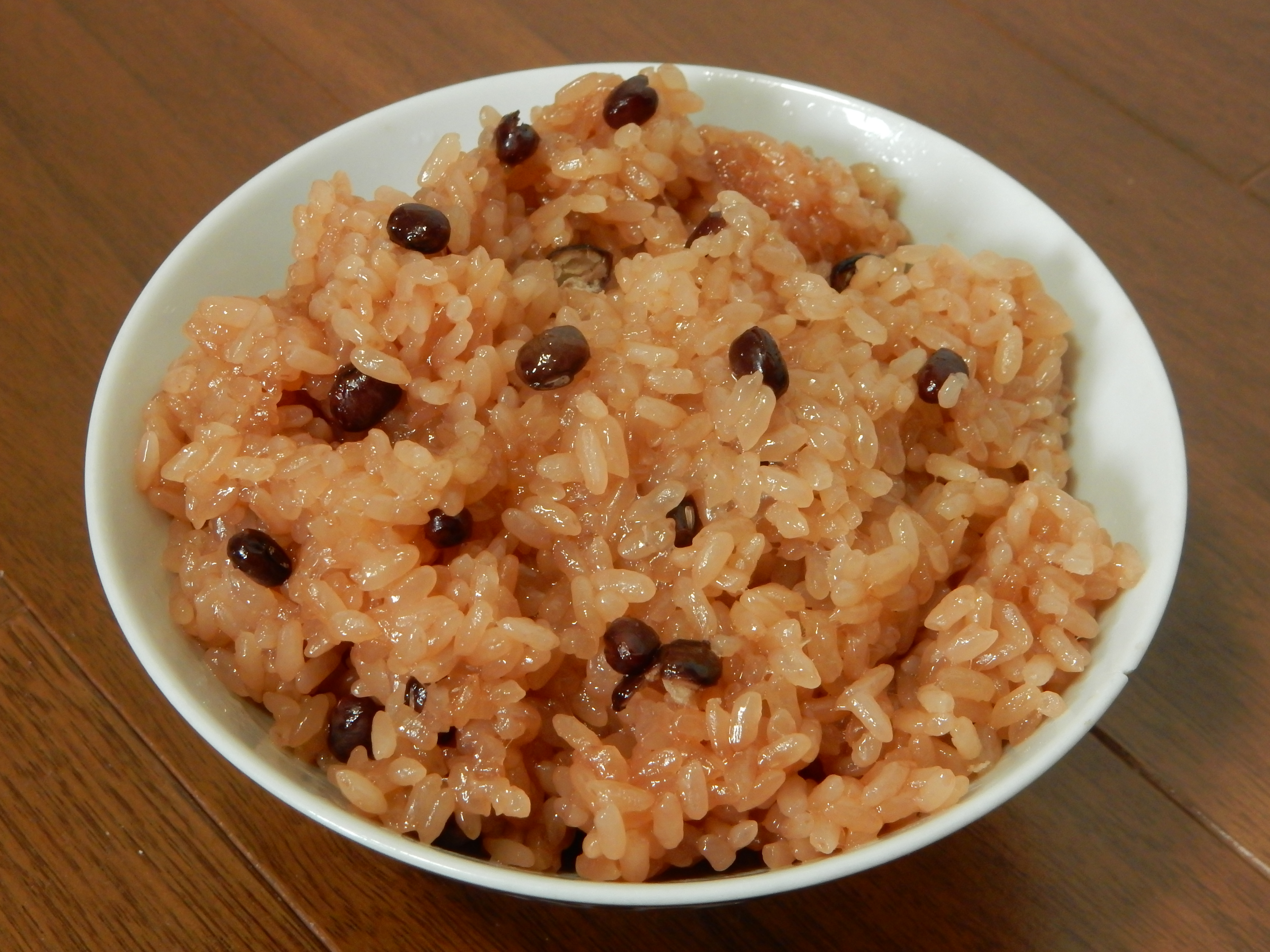
세키한 (일본)
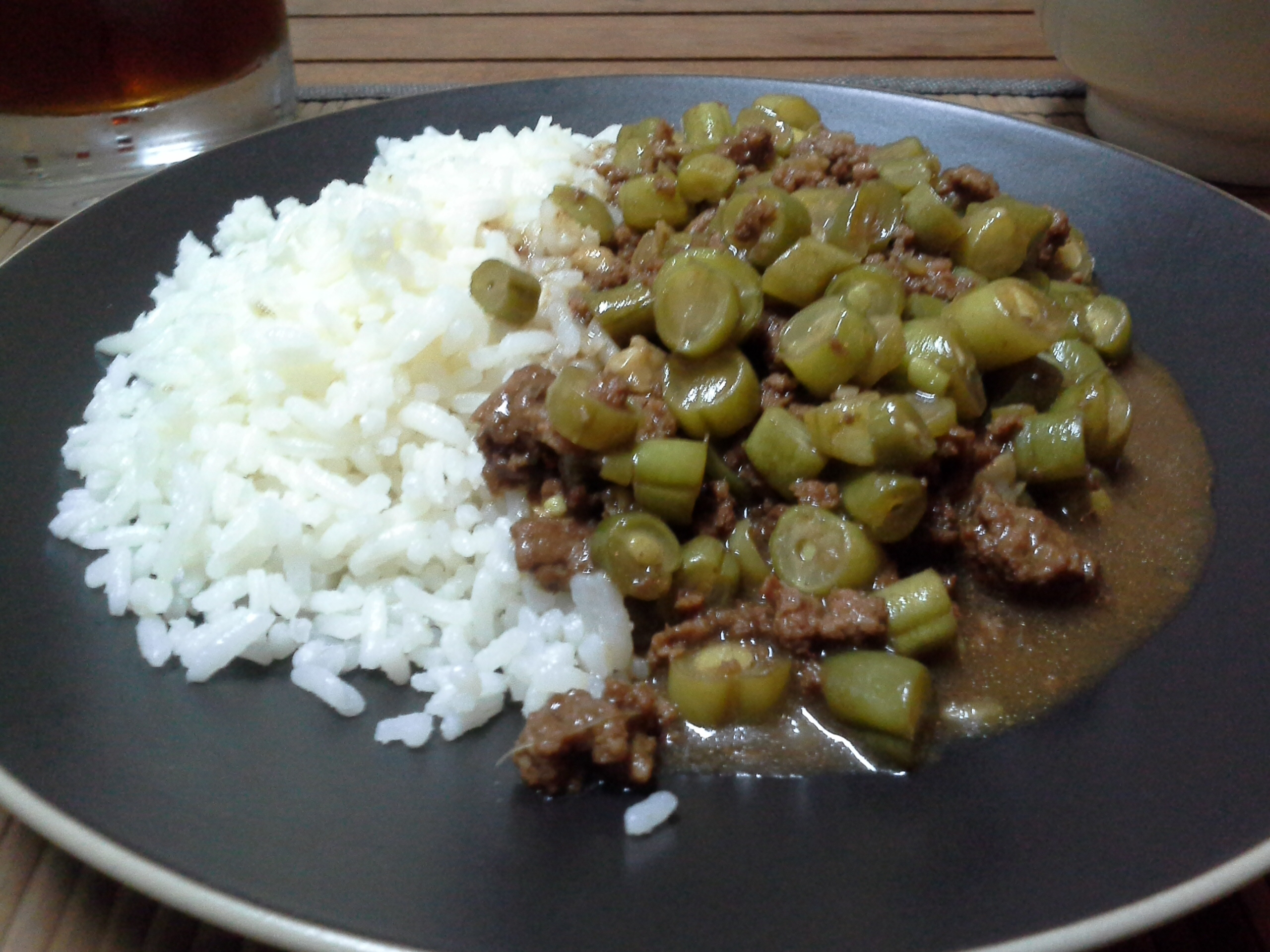
쌀밥과 풋강낭콩 요리 (중국)
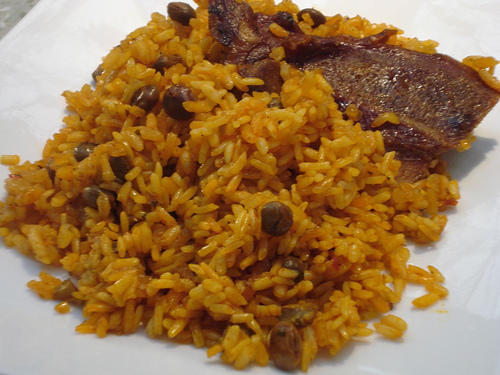
아로스 콘 간둘레스 (푸에르토리코)
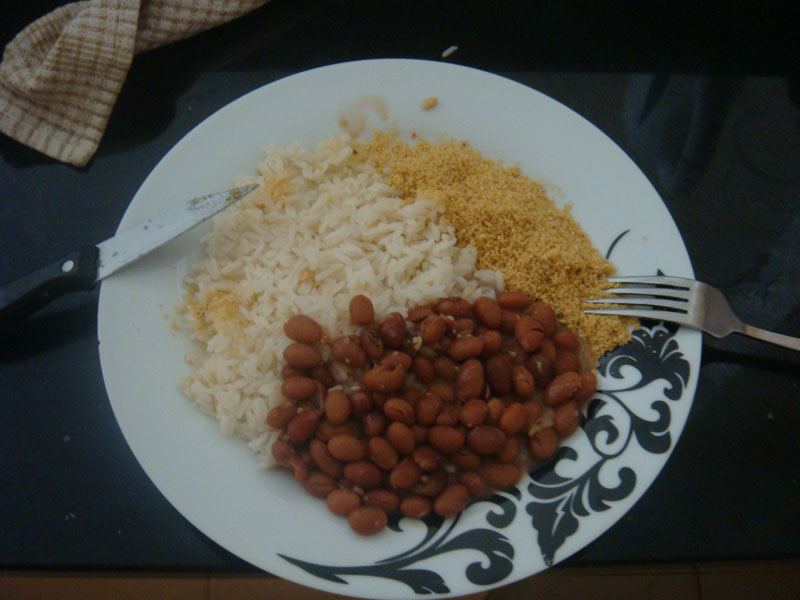
아호스 이 페이장과 파로파 (브라질)
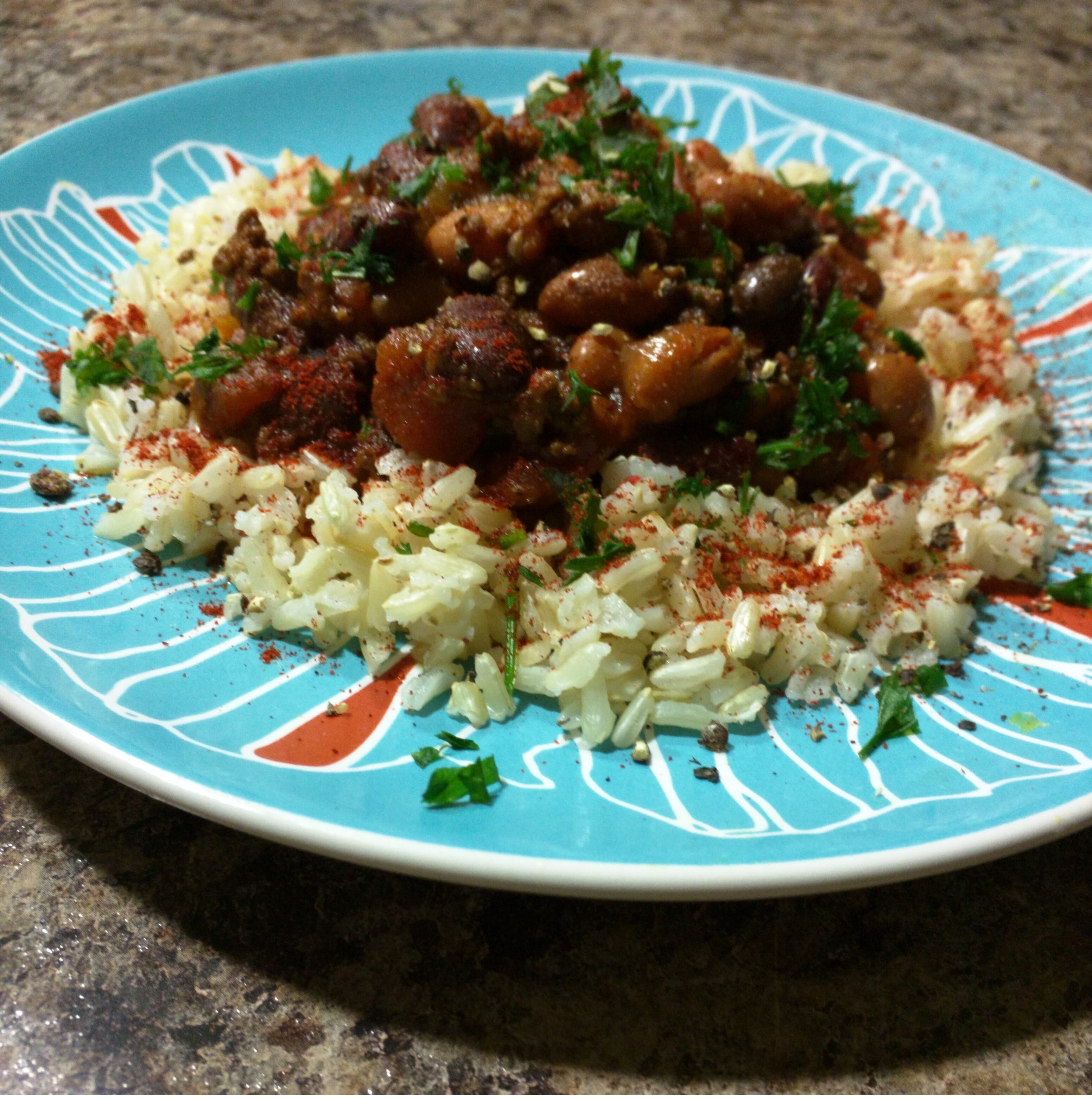
오레스 셰우이트 (이스라엘)
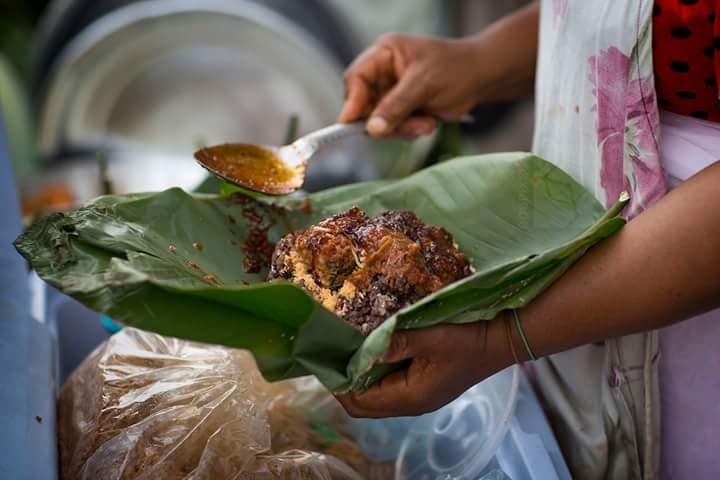
와체 (가나)
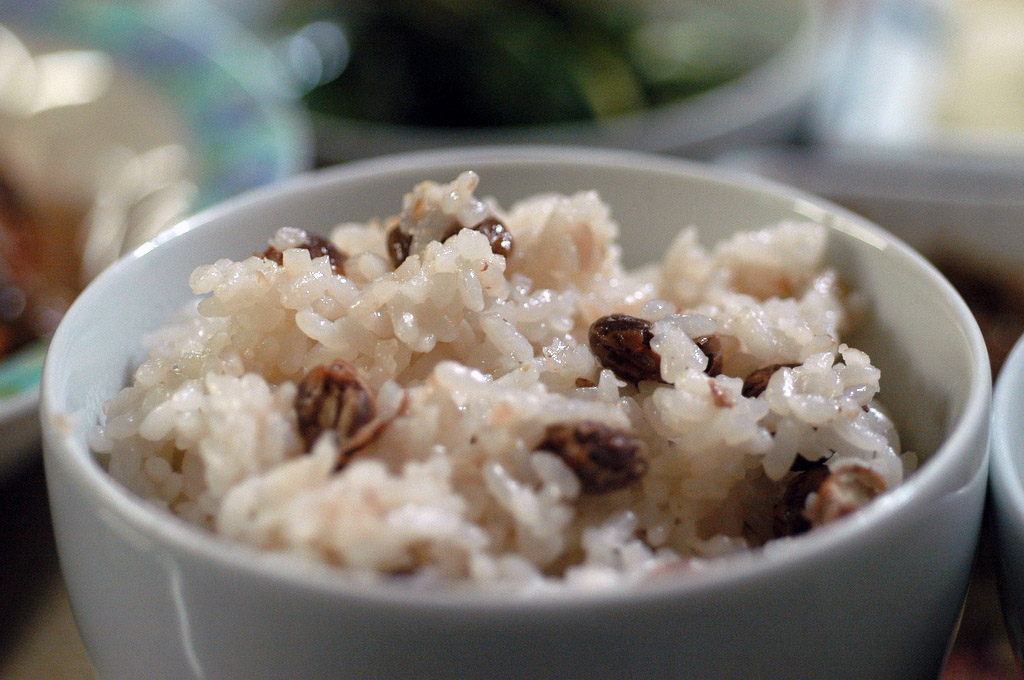
콩밥 (한국)
파베욘 크리오요 (베네수엘라)
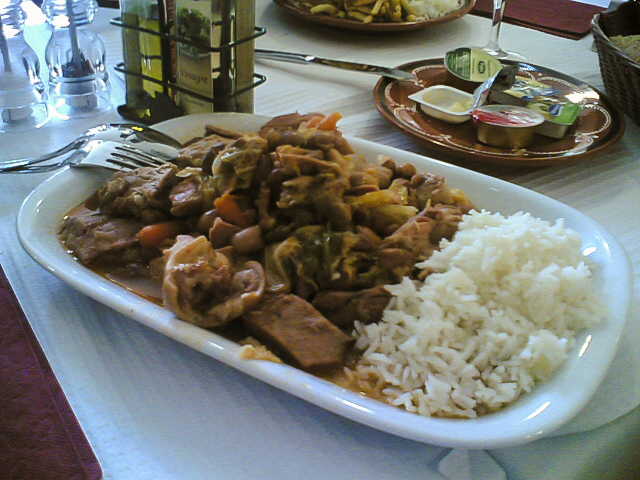
페이조아다 이 아호스 (포르투갈)
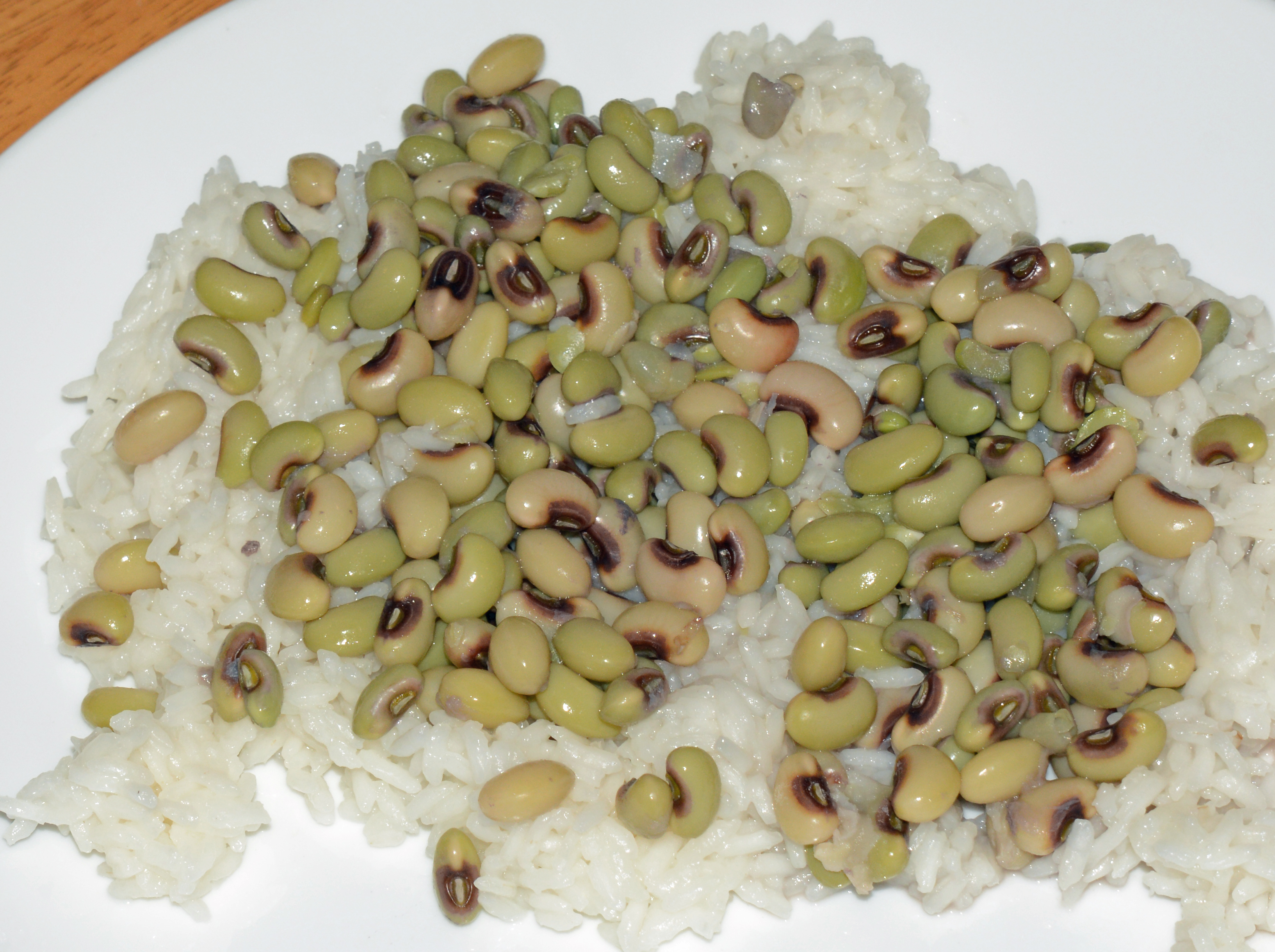
호핀 존 (미국)

## 같이 보기
- 달 바트
- 무잣다라
- 콩 스튜
- 파스타 에 파졸리
- 팥죽